# Christian Strasser (Manager)
Christian Strasser (* 21. April 1962 in Gschwandt bei Gmunden, Oberösterreich) ist ein österreichischer Kultur- und Immobilienmanager. Von 2011 bis 2021 war er Direktor des MuseumsQuartiers in Wien. 2021 wurde er zum Generaldirektor der Sozialbau AG ernannt, die Funktion als Vorstandsvorsitzender der Sozialbau AG beendete er Ende April 2023.

## Leben
Christian Strasser studierte Rechtswissenschaften an der Universität Linz, besuchte die LIMAK Austrian Business School und schloss 1999 den Lehrgang „Global Executive Master of Business Administration“ der University of Toronto ab. Von 1981 bis 1984 war er Kulturreferent der Österreichischen Hochschülerschaft an der Universität Linz. Im Rahmen dieser Tätigkeit realisierte er eine Reihe von Kulturveranstaltungen, darunter Lesungen mit Erich Fried oder Helmut Qualtinger, Konzerte mit der Band „Schmetterlinge“, Hansi Lang, Drahdiwaberl oder Rainhard Fendrich, Jazz-Konzerte im Studierendenlokal LUI, Blues-Konzerte im Hörsaal 1 der Universität Linz sowie wöchentliche Filmabende.
Von 1985 bis 1999 leitete er den Posthof Linz. Er initiierte und leitete die Errichtung des großen Erweiterungsbaus Posthof 2. Unter seiner Intendanz begründete er unter anderem das Linzer Kleinkunstfestival sowie das Festival „Clowns und Gaukler“ und machte den Posthof zu einer der führenden österreichischen Locations für Musik, Tanz, Theater, Literatur und Kabarett. In dieser Zeit war er mitverantwortlich dafür, dass sich Linz von der Stahl- und Industriestadt zu einer international orientierten Kulturstadt wandelte, in der laufend neue kulturelle Institutionen gegründet wurden wie das Lentos Museum oder das Musiktheater am Volksgarten. Im Jahr 2009 wurde Linz Kulturhauptstadt Europas. Strasser initiierte den Österreichischen Kleinkunstpreis, welcher 1988 zum ersten Mal an Erwin Steinhauer verliehen wurde, sowie den damit zusammenhängenden Kleinkunstförderungspreis, der 1986 an Josef Hader ging. Außerdem begründete er den Österreichischen Tanzproduktionspreis. 1999 übernahm Christian Strasser die Leitung des Gebäudemanagements der Stadt Linz und war somit für die Verwaltung, Instandhaltung und das Facility Management von rund 400 Objekten sowie für den An- und Verkauf der Immobilien der Stadt Linz zuständig. 2005 übernahm er zusätzlich als Geschäftsführer die Immobilien Linz GmbH & Co KG und die Immobilien Linz GmbH. In diesen Funktionen verantwortete die Errichtung von Gebäuden im jährlichen Wert von 65 bis 85 Millionen Euro.
Im Jahr 2011 wurde er vom österreichischen Bundesminister für Kunst und Kultur zum Direktor der MuseumsQuartier Errichtungs- und Betriebsgesellschaft bestellt. 2016 wurde er in dieser Funktion um fünf Jahre, und 2021 um weitere fünf Jahre verlängert. Seine Position als Direktor bekleidet er jedoch nur noch bis Beginn 2022, da er dann an die Spitze der Sozialbau AG wechselt und somit als Generaldirektor auf den einstigen SPÖ-Kulturminister Josef Ostermayer folgt. Zu seiner Nachfolgerin ab dem 14. Februar 2022 wurde Bettina Leidl bestellt, mit der interimistischen Geschäftsführung ab dem 1. Jänner 2022 wurde Prokuristin Silke Raßmann betraut. Seine Funktion als Vorstandsvorsitzender der Sozialbau AG beendete er Ende April 2023.

### Direktion des Museumsquartier
Das 2001 eröffnete MuseumsQuartier Wien zählt mit 90.000 m² Fläche und mehr als vier Millionen Besuchern pro Jahr zu den weltweit größten Museums- und Kulturarealen. Im Jahr 2014 begann Strasser mit der Realisierung des Baus der MQ Libelle, einem von den Architekten des MuseumsQuartier Ortner+Ortner geplanten Dachaufbau auf dem Leopold Museum. 2018 erfolgte der Spatenstich. Die MQ Libelle wurde im September 2020 eröffnet und schafft als Erweiterung der beliebten MuseumsQuartier-Höfe zusätzlichen Raum für die Öffentlichkeit.
Ein Schwerpunkt von Christian Strasser als Direktor des MuseumsQuartier ist die Findung von Synergien und die Zusammenarbeit mit den mehr als 60 Institutionen, Initiativen, Festivals und Künstlergruppen innerhalb des MuseumsQuartier Wien, aber auch mit Playern in Österreich und international, um dadurch neue künstlerische und kulturelle Projekte zu realisieren. Im Jahr 2017 wurde etwa das Projekt „MQ Amore“ als Zusammenarbeit zwischen der MQ E+B, des Architekturzentrum Wien, des Leopold Museum Wien, der Kunsthalle Wien und des Q21 realisiert. Dabei handelt es sich um einen Skulpturenpark auf dem Vorplatz des MuseumsQuartier, der als Minigolfplatz genutzt werden kann. Alle zwei Jahre findet ein großer Sommerschwerpunkt wie der „Summer of Sounds“, der „Summer of Fashion“ oder der „Summer of Movement“ statt, an dem alle im MuseumsQuartier ansässigen Institutionen und Player teilnehmen. Seit 2017 geben die Wiener Symphoniker jährlich ein kostenlos zugängliches Konzert im Haupthof des MuseumsQuartier Wien.
Die Mikromuseen in den barocken Passagen des Areals werden unter der Direktion von Christian Strasser laufend erweitert. Derzeit gibt es neun Mikromuseen: die Street Art Passage-Museum für Street Art, die Literatur Passage, die Kabinett comic Passage, die Meteoritenpassage, die Typopassage und die TONSPUR_Passage. Im Jahr 2018 wurden die Brückenpassage und die Sternenpassage eröffnet. Im Jahr 2020 wurde die Performance Passage-Raum für Poetiken des Dazwischen eingerichtet. Strasser realisierte 2021 gemeinsam mit den beiden Kulturarealen Quartier des Spectacles, Montreal, Kanada und dem LAC Lugano Arte e Cultura eine Art Commission. Das von allen drei Kulturarealen ausgewählte Projekt „Echoes – a voice from uncharted waters“ des Künstlers Mathias Gmachl wurde im Mai und Juni im Haupthof des MuseumsQuartier Wien sowie in den folgenden Monaten in Lugano und Toronto gezeigt.

### Krisenmanagement im Burgtheater
Zwischen 2014 und 2017 spielte Christian Strasser eine Schlüsselrolle bei der Lösung der Burgtheater Krise, die 2013/14 nach Bekanntwerden von finanziellen Unregelmäßigkeiten der Geschäftsführung bekannt geworden war. Strasser wurde 2014, nach dem freiwilligen Rückzug von Bundestheater-Holding Geschäftsführer Georg Springer, zum Aufsichtsratsvorsitzenden der Burgtheater GmbH gewählt. Gemeinsam mit der interimistischen Burgtheater-Direktorin Bergmann und dem Geschäftsführer Thomas Königstorfer war er für Krisenmanagement und Sanierung des Burgtheater verantwortlich. Im Jahr 2015 verkündete er in einer Pressekonferenz, dass das Burgtheater wieder finanziell stabilisiert sei.

### Weitere Aufsichtsratsfunktionen
Neben seiner Aufsichtsratstätigkeit im Burgtheater war Christian Strasser seit 2009 in den Aufsichtsräten der Staatsoper Wien, der Volksoper Wien und des Theaterservice Wien sowie ab 2010 im Aufsichtsrat der NEUE Heimat Linz tätig. Derzeit bekleidet er ein Aufsichtsratsmandat bei den Vereinigten Bühnen Wien, den Museen der Stadt Linz sowie bei der Sozialbau AG.

### Weitere Funktionen
Langjähriges Mitglied des ORF 3 Beirates bis 2021.
Bis 2012 war er Obmann des "Theatervereines" und somit Eigentümervertreter von Dschungel, Kabelwerk, Brut u. a.

## Auszeichnungen (Auswahl)
- 2023: Österreichisches Ehrenkreuz für Wissenschaft und Kunst I. Klasse[28]